# Kolopterna grahami
Kolopterna grahami är en stekelart som beskrevs av Kostjukov och Khomchenko 2004. Kolopterna grahami ingår i släktet Kolopterna och familjen finglanssteklar. Inga underarter finns listade i Catalogue of Life.